# S/2004 S 7
S/2004 S 7 és un satèl·lit natural de Saturn. El seu descobriment va ser anunciat per Scott S. Sheppard, David C. Jewitt, Jan Kleyna, i Brian G. Marsden el 4 de maig de 2005 a partir d'observacions fetes entre el 12 de desembre de 2004 i el 8 de març de 2005.
S/2004 S 7 fa uns 6 quilòmetres de diàmetre, i orbita Saturn a una distància mitjana de 20.999 Mm en 1140,24 dies, a una inclinació de 166° respecte a l'eclíptica (166° respecte a l'equador de Saturn). Ho fa en una direcció retrògrada i té una excentricitat orbital de 0,5299.